# Standard Motor Products of India

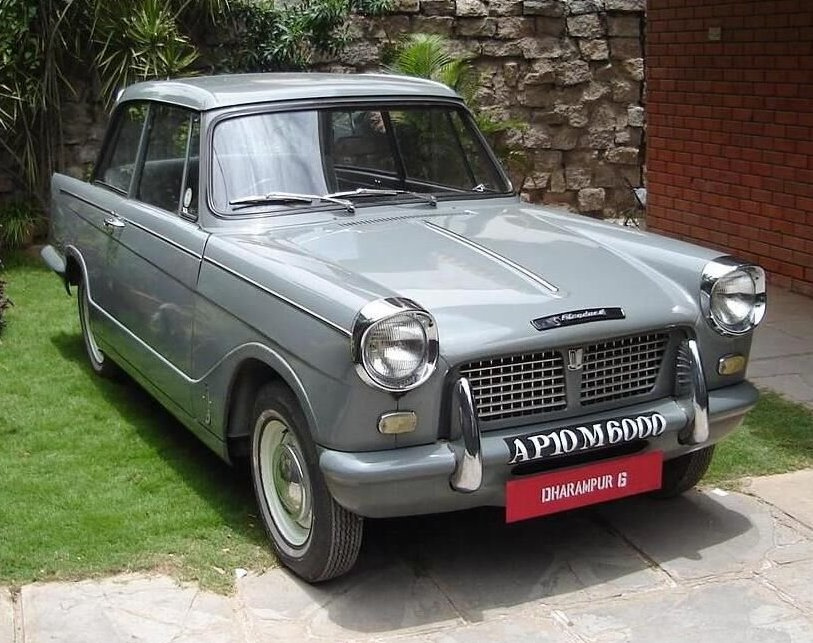
Standard Herald als Limousine

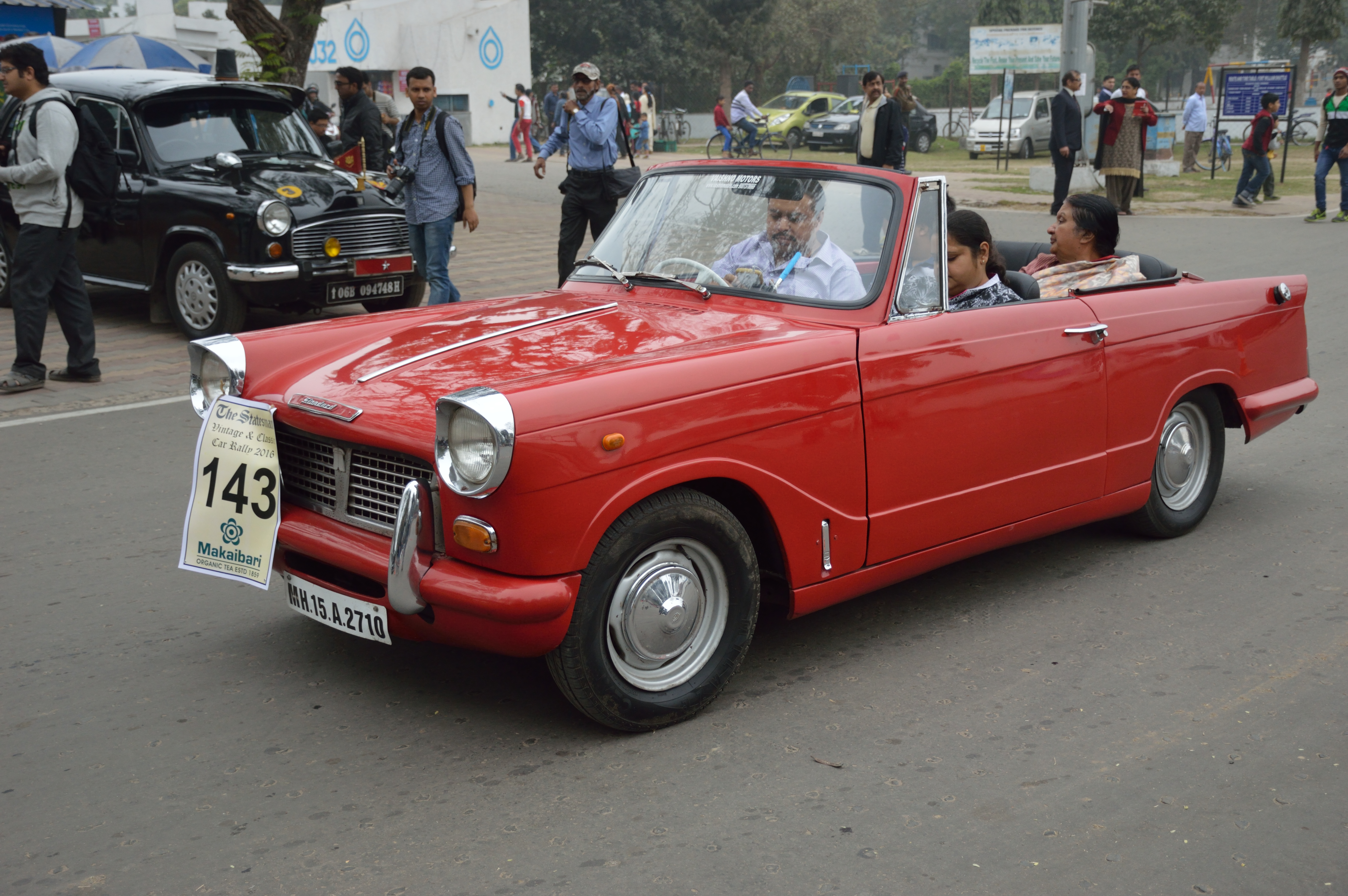
Standard Herald als Cabriolet

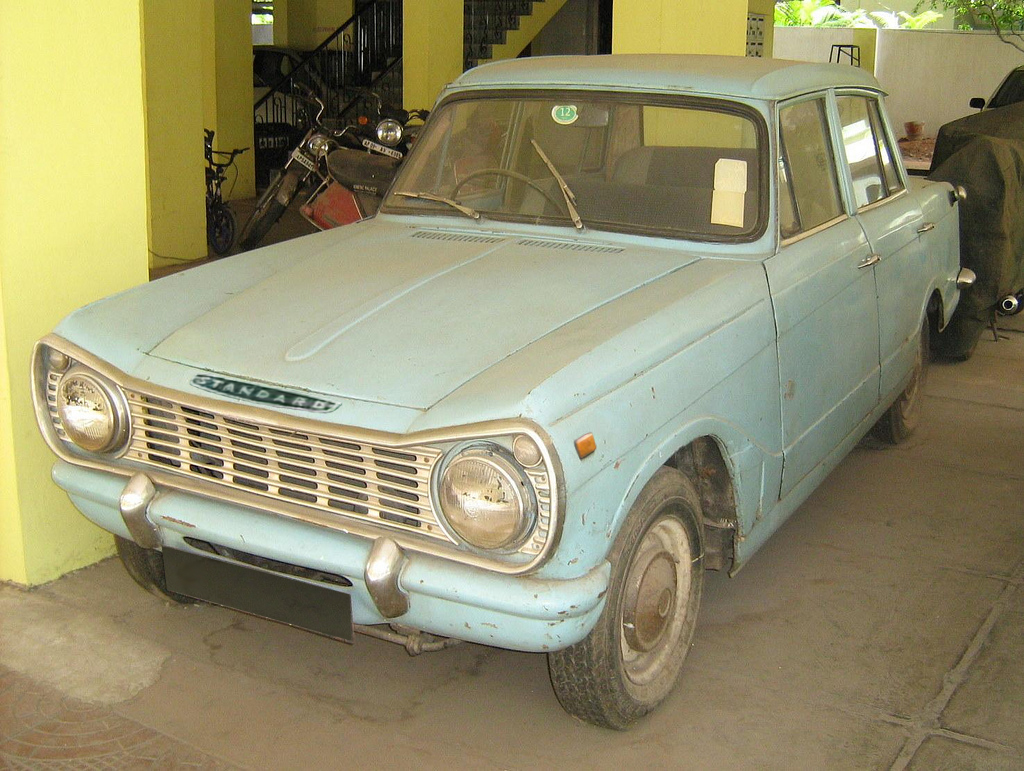
Standard Gazel als Limousine

Standard Motor Products of India Limited war ein Hersteller von Kraftfahrzeugen aus Indien. Eine Quelle gibt an, dass das Unternehmen zunächst Union Motor Co. hieß.

## Unternehmensgeschichte
Die britische Standard Motor Company gründete 1948 in Chennai das Unternehmen für die Herstellung von Automobilen in Indien. 1950 begann die Produktion. Der Markenname lautete Standard. Anfang 1988 wurde bekannt, dass das Unternehmen seine 3258 Mitarbeiter nicht mehr bezahlen konnte. Im selben Jahr endete die Produktion.

## Fahrzeuge
Ab 1950 wurde der Standard Vanguard produziert. 1955 folgten Standard Eight und Standard Ten sowie 1959 der Standard Pennant. 1961 wurde der Standard Herald eingeführt, der dem britischen Triumph Herald entsprach, und bis 1970 produziert wurde. Dessen Nachfolger Standard Gazel gab es von 1971 bis 1977. Zwischen 1977 und 1985 lag der Schwerpunkt auf Nutzfahrzeugen. Letztes Pkw-Modell war zwischen 1985 und 1988 der Standard 2000, der äußerlich dem Rover SD1 entsprach.